# Шмар'є (Копер)
Шмар'є (словен. Šmarje) — поселення в общині Копер, Регіон Обално-крашка, Словенія. Висота над рівнем моря: 289,4 м.